# Сюй Хайянь
Сюй Хайянь (кит.: 徐 海燕; нар. 24 листопада 1984, Цзоучен, провінція Шаньдун) — китайська борчиня вільного стилю, срібна призерка чемпіонату світу, дворазова чемпіонка Азії, чемпіонка та бронзова призерка Азійських ігор, дворазова володарка та срібна призерка Кубків світу, учасниця Олімпійських ігор.

## Життєпис
Боротьбою почала займатися з 2000 року. У 2002 році стала бронзовою призеркою чемпіонату світу серед студентів. Двічі, у 2010 та 2014 роках вигравала чемпіонату світу серед військовослужбовців.
Виступала за борцівський клуб китайської армії, Пекін. Тренер — Чондон Ку.

## Спортивні результати на міжнародних змаганнях

### Виступи на Олімпіадах
| Змагання                    | Збірна | Вагова категорія          | Місце |
| --------------------------- | ------ | ------------------------- | ----- |
| Літні Олімпійські ігри 2008 | Китай  | жіноча боротьба, до 63 кг | 9     |

### Виступи на Чемпіонатах світу
| Змагання                        | Збірна | Вагова категорія          | Місце  |
| ------------------------------- | ------ | ------------------------- | ------ |
| Чемпіонат світу з боротьби 2002 | КНР    | жіноча боротьба, до 63 кг | 4      |
| Чемпіонат світу з боротьби 2003 | КНР    | жіноча боротьба, до 63 кг | 11     |
| Чемпіонат світу з боротьби 2006 | КНР    | жіноча боротьба, до 63 кг | Срібло |
| Чемпіонат світу з боротьби 2007 | КНР    | жіноча боротьба, до 63 кг | 8      |

### Виступи на Чемпіонатах Азії
| Змагання                       | Збірна | Вагова категорія          | Місце  |
| ------------------------------ | ------ | ------------------------- | ------ |
| Чемпіонат Азії з боротьби 2007 | КНР    | жіноча боротьба, до 63 кг | Золото |
| Чемпіонат Азії з боротьби 2012 | КНР    | жіноча боротьба, до 63 кг | Золото |

### Виступи на Азійських іграх
| Змагання           | Збірна | Вагова категорія          | Місце  |
| ------------------ | ------ | ------------------------- | ------ |
| Азійські ігри 2002 | КНР    | жіноча боротьба, до 63 кг | Золото |
| Азійські ігри 2006 | КНР    | жіноча боротьба, до 63 кг | Бронза |

### Виступи на Кубках світу
| Змагання                    | Збірна | Вагова категорія          | Місце  |
| --------------------------- | ------ | ------------------------- | ------ |
| Кубок світу з боротьби 2001 | КНР    | жіноча боротьба, до 62 кг | 5      |
| Кубок світу з боротьби 2006 | КНР    | жіноча боротьба, до 63 кг | Срібло |
| Кубок світу з боротьби 2012 | КНР    | жіноча боротьба, до 67 кг | Золото |
| Кубок світу з боротьби 2013 | КНР    | жіноча боротьба, до 67 кг | Золото |

### Виступи на інших змаганнях
| Змагання                                                  | Збірна | Вагова категорія          | Місце  |
| --------------------------------------------------------- | ------ | ------------------------- | ------ |
| Чемпіонат світу з боротьби серед студентів 2002           | КНР    | жіноча боротьба, до 63 кг | Бронза |
| Чемпіонат світу з боротьби серед військовослужбовців 2010 | КНР    | жіноча боротьба, до 63 кг | Золото |
| Чемпіонат світу з боротьби серед військовослужбовців 2014 | КНР    | жіноча боротьба, до 63 кг | Золото |